# Lancillotto 008
Lancillotto 008 (Lancelot Link, Secret Chimp) è una serie televisiva statunitense, ideata da Stan Burns e Mike Marmer, prodotta dagli stessi con Allan Sandler, andata in onda dal 1970 al 1972 su ABC. Parodia dei film di spionaggio, ha come protagonisti scimmie che agiscono come uomini, doppiate da attori.

## Trama
La serie presenta alcune scimmie nel ruolo di agenti segreti, tra cui il protagonista Lancillotto 008, la sua collega Mata Chiri ed il loro capo Darwin, che dirige l'A.P.E, in lotta con l'associazione C.H.U.M.P, guidata da un malvagio scimpanzé detto il Barone von Macel con il suo aiutante, Creto. Altri temibili avversari di Lancillotto sono il balbuziente dottor Stranamente, lo sceicco Alì Bel Vist e la Gialla Mandarina. Quando non è impegnato nell'A.P.E., Lancillotto suona in un gruppo musicale, The Evolution Revolution, formata anch'esso da scimmie.

### Personaggi
A.P.E. (Agency to Prevent Evil) - Organizzazione di controspionaggio governativo. La parola Ape in inglese è traducibile in scimmia
- Lancillotto 008 (Lancelot Link nella versione originale, interpretato dallo scimpanzé Tonga): agente segreto; il nome nella versione italiana parodia James Bond, mentre quello della versione originale è un riferimento all'anello mancante (missing link).
- Mata Chiri (Mata Hairi) (interpretata dallo scimpanzé Debbie): agisce in coppia con Lancillotto; il suo nome è una parodia della spia di guerra Mata Hari.
- Comandante Darwin: Direttore dell'A.P.E.. Il nome è un riferimento a Charles Darwin e, infatti, all'inizio di ogni episodio, il comandante propone una sua teoria sulla trama in atto da parte del C.H.U.M.P.
- Parnelli Smith: fornitore di mezzi a motore dell’A.P.E.; parodia di Parnelli Jones
- Bruce: factotum dell'A.P.E.

C.H.U.M.P. (Criminal Headquarters for Underground Master Plan): Organizzazione criminale tesa a dominare il mondo. La parola chimp in inglese è il diminutivo di Chimpanzee che vuol dire scimpanzé.
- barone von Macel (Baron von Butcher): Capo del C.H.U.M.P.. Nella edizione originale viene doppiato da Bernie Kopell, interprete dell'agente del KAOS Sigfried in Get Smart.
- Gialla Mandarina (The Dragon Woman): agente del C.H.U.M.P.
- Creto: autista e tuttofare del barone. Il suo nome è una crasi tra cretino e Kato, la spalla-autista del Calabrone Verde.
- Wang Fu: sicario della Mandarina
- La duchessa: agente segreto
- Alì Bel Vist (Ali Assa Seen): agente segreto
- Dottor Stranamente (Dr. Strangemind): agente segreto. Il suo nome si ispira a Il dottor Stranamore
- Mandrillo (Marty Mandrill III): ex compositore di testi per The Evolution Revolution diventato agente del C.H.U.M.P.
- Herman: sicario

The Evolution Revolution: gruppo musicale hippy. Le sue canzoni vengono utilizzate per trasmettere istruzioni agli agenti dell'A.P.E.
Per le loro esibizioni, una per ogni episodio, vennero scritturati dei veri session man. Il compositore fu Steve Hofman. Due singoli così prodotti (Sha-La Love You e Wild Dreams, Jelly Beans) entrarono in classifica statunitense.
- Lancillotto 008: chitarra
- Mata Chiri: tamburello
- Blacky: batterista
- Sweetwater Gibbons: tastiere

Altri personaggi
- Orango senza nome: personaggio pittoresco e muto, apostrofato da Lancillotto come quello strambo
- Ernest Finster: scrittore inglese rapito dal C.H.U.M.P.
- Bart Sparks: presentatore del concorso di bellezza Miss Globe; nome ispirato a quello del conduttore di Miss America Bert Parks
- Raquel Wench: attrice; parodia di Raquel Welch

### Cameo
Nell'episodio Il codice segreto prestano la propria voce anche Mel Blanc e Larry Storch.

## Produzione
Molti costumi e molte scene sono state usate più volte per ottimizzare le spese, così come molte riprese scartate o fuori copione venivano usate come intermezzi. Lancillotto guida una Datsun Sports 2000 del 1970, mentre il barone von Macel fa guidare al suo autista Creto una Rolls-Royce Silver Cloud della fine degli anni '50. In alcuni episodi, i personaggi guidano delle minimoto Kawasaki MB-1 Coyote.
Stan Burns and Mike Marmer, ex sceneggiatori per Get Smart, lasciarono il loro lavoro di autori per il The Carol Burnett Show per creare la serie di Lancillotto 008.
I dialoghi vennero scritti e poi adattati al movimento delle labbra degli scimpanzé, contandone le "sillabe" articolate durante la recitazione.
L'ingestibilità ripetuta dei protagonisti animali portò la produzione a castrare gli stessi  e le polemiche derivanti furono probabile causa della fine della serie nonostante essa avesse ottenuto un gran successo.
Proprio grazie al grande successo, venne creata una lunga serie di gadget e financo un fumetto.

## Edizione italiana
La serie iniziò ad essere trasmessa da tv locali nel 1980, venendo ritrasmessa più volte. In essa, molti personaggi hanno una inflessione dialettale che li caratterizza.
La sigla del telefilm nella versione italiana, firmata da Claudio Daiano e Angelo Valsiglio, è cantata da Lino Toffolo.

## Episodi
| nº | Titolo originale                                           | Titolo italiano                        | Prima TV USA      | Prima TV Italia |
| -- | ---------------------------------------------------------- | -------------------------------------- | ----------------- | --------------- |
| 1  | There's No Business Like Snow Business (parts one and two) | Un diamante nella neve (prima parte)   | 12 settembre 1970 |                 |
| 1  | There's No Business Like Snow Business (parts one and two) | Un diamante nella neve (seconda parte) | 12 settembre 1970 |                 |
| 2  | The Lone A.P.E.                                            | Il ritorno del cavaliere mascherato    | 19 settembre 1970 |                 |
| 2  | Missile Beach Party                                        | Missili da spiaggia                    | 19 settembre 1970 |                 |
| 3  | The Mysterious Motorcycle Menace                           | La misteriosa banda di motociclisti    | 26 settembre 1970 |                 |
| 3  | The Great Beauty Contest                                   | Il grande concorso di bellezza         | 26 settembre 1970 |                 |
| 4  | C.H.U.M.P. Takes A Holiday                                 | Il codice segreto                      | 3 ottobre 1970    |                 |
| 4  | To Tell The Tooth                                          |                                        | 3 ottobre 1970    |                 |
| 5  | The Great Brain Drain                                      | Il lavaggio del cervello               | 10 ottobre 1970   |                 |
| 5  | The Great Double Double Cross                              | Il grande doppio doppio gioco          | 10 ottobre 1970   |                 |
| 6  | Lance Of Arabia                                            | Lancillotto d'Arabia                   | 17 ottobre 1970   |                 |
| 6  | The Doctor Goes A.P.E.                                     | Uno strano dottore                     | 17 ottobre 1970   |                 |
| 7  | The Surfin' Spy                                            | La surf-spia                           | 24 ottobre 1970   |                 |
| 7  | The Missing Link                                           | Il parente mancante                    | 24 ottobre 1970   |                 |
| 8  | Bonana                                                     | Lancillotto nel West                   | 31 ottobre 1970   |                 |
| 8  | The Greatest Chase In The World                            |                                        | 31 ottobre 1970   |                 |
| 9  | The Reluctant Robot                                        | Il robot riluttante                    | 7 novembre 1970   |                 |
| 9  | The Royal Foil                                             | Il rapimento reale sventato            | 7 novembre 1970   |                 |
| 10 | The Great Great Race                                       | La grande corsa                        | 14 novembre 1970  |                 |
| 10 | The Great Plane Plot                                       | Missione in volo                       | 14 novembre 1970  |                 |
| 11 | Landlubber Lance                                           | Il comandante rapito                   | 21 novembre 1970  |                 |
| 11 | The Temporary Thanksgiving Turkey Truce                    |                                        | 21 novembre 1970  |                 |
| 12 | The Dreaded Hong Kong Sneeze                               | La terribile influenza                 | 28 novembre 1970  |                 |
| 12 | The Great Bank Robbery                                     | La grande rapina in banca              | 28 novembre 1970  |                 |
| 13 | The Sour Taste Of Success                                  | A caccia del microfilm                 | 5 dicembre 1970   |                 |
| 13 | The Baron's Birthday Ball                                  | Il compleanno del Barone               | 5 dicembre 1970   |                 |
| 14 | The Golden Swwword                                         | La spada d'oro                         | 12 dicembre 1970  |                 |
| 14 | The Chilling C.H.U.M.P. Chase                              | L'inseguimento agghiacciante           | 12 dicembre 1970  |                 |
| 15 | The Spy Who Went Out In The Cold                           | La spia natalizia                      | 19 dicembre 1970  |                 |
| 15 | Too Many C.H.U.M.P.s                                       | Troppi agenti C.H.U.M.P.S.             | 19 dicembre 1970  |                 |
| 16 | The C.H.U.M.P. Code Caper                                  | Il furto del codice                    | 26 dicembre 1970  |                 |
| 16 | Weather Or Not                                             | La macchina ognitempo                  | 26 dicembre 1970  |                 |
| 17 | The Evolution Revolution                                   | Il codice musicale                     | 2 gennaio 1971    |                 |
| 17 | The Great Water Robbery                                    | La grande rapina con l'acqua secca     | 2 gennaio 1971    |                 |